# A Stolen Identity (film 1913 Kalem)
A Stolen Identity è un cortometraggio muto del 1913 diretto da Robert G. Vignola. Prodotto dalla Kalem e distribuito dalla General Film Company, aveva come interpreti James Vincent, Alice Hollister, Henry Hallam, John E. Mackin.

## Produzione
Il film fu prodotto dalla Kalem Company.

## Distribuzione
Distribuito dalla General Film Company, il film - un cortometraggio di una bobina - uscì nelle sale cinematografiche degli Stati Uniti il 7 luglio 1913.